# Anopheles pauliani
Anopheles pauliani är en tvåvingeart som beskrevs av Alexis Grjebine 1953. Anopheles pauliani ingår i släktet Anopheles och familjen stickmyggor.
Artens utbredningsområde är Madagaskar. Inga underarter finns listade i Catalogue of Life.